# Голубева, Зоя Александровна
Зоя Александровна Го́лубева (урожд. Садо́вская, бел. Садоўская, род. 30 апреля 1967, Минск, БССР) — советская (белорусская), затем латвийская шашистка, шестнадцатикратная чемпионка мира по международным шашкам, трёхкратная чемпионка СССР. Международный гроссмейстер. Сестра-близнец — белорусская шашистка мастер спорта Ольга Садовская.

## Личная жизнь
Зоя Садовская родилась 30 апреля 1967 года в Минске. В 1989 году вышла замуж и переехала в Ригу (Латвия). С начала 1990-х годов выступает под фамилией Голубева.

## Спортивные достижения
Отец Зои и Ольги Садовских, кандидат в мастера спорта Александр Садовский, с малолетства приучал дочерей к шашкам. С семи лет Зою тренировал Михаил Кац. В 12 лет стала кандидатом в мастера спорта, а в 13 лет — мастером спорта. После окончания школы училась в Минском Институте физкультуры.
В 1980 году дебютировала на чемпионате СССР по международным шашкам. Трижды становилась серебряным призёром (1983, 1985, 1986). В 1988 году стала чемпионкой страны, повторив это достижение в 1989 и 1990 годах.
Первый титул чемпионки мира Зоя Садовская завоевала в 1986 году, победив в матче пятикратную чемпионку Елену Альтшуль, также минчанку. После этого беспроигрышная серия матчей Садовской (с 1988 года Голубевой) продолжалась до 2000 года. В 1988 и 1990 году она победила в матчах Ольгу Левину (СССР), в 1992 и 2000 году Нину Хукман-Янковскую и в 1996 году Карен ван Лит (обе — Нидерланды). В 1994 году Голубевой был присвоен титул чемпионки мира без боя с победительницей прошлогоднего первенства Ольгой Левиной, а в 1998 году матч не проводился. В турнирах на звание чемпионки мира Голубева первенствовала за это время четырежды: в 1991, 1995, 1997 и 1999 году. Таким образом, с 1994 по 2000 год она была бессменной чемпионкой мира. В дальнейшем она выигрывала турниры на первенство мира в 2010, 2013, 2015 и 2017 году, а также матч 2015 года против Тамары Тансыккужиной.
Зоя Голубева также является чемпионкой Всемирных интеллектуальных игр 2008 года в Пекине, чемпионкой Европы 2010 и 2012 годов, трёхкратной чемпионкой СССР (1988—1990), двукратной чемпионкой мира по блицу (1999, 2009) и победительницей чемпионатов Польши (1987) и Латвии (1992, 2014) по международным шашкам среди мужчин. Она также участвовала в чемпионатах мира 1996 и 2013 года и Европы 2002 года среди мужчин.
Максимальный рейтинг Зои Голубевой составлял 2319, а наивысшее место в рейтинге (общем для мужчин и женщин) — 44-е.

## Результаты выступлений на чемпионатах мира по международным шашкам
| Год  | Место проведения           | Форма соревнования      | Результат                             |
| 1986 | Минск, СССР                | Матч с Е. Альтшуль      | Победа (+3=9-0)                       |
| 1988 | Ялта, СССР                 | Матч с О. Левиной       | Победа (+3=7-0)                       |
| 1989 | Росмален, Нидерланды       | Турнир                  | 2-3 место (+7=2-2)                    |
| 1990 | Пицунда, СССР              | Матч с О. Левиной       | Победа (+4=5-0)                       |
| 1991 | Минск, СССР                | Турнир                  | Победа (+6=5-0)                       |
| 1992 | Киев, Украина              | Матч с Н. Янковской     | Победа (+3=7-0)                       |
| 1993 | Брюнсюм, Нидерланды        | Турнир                  | 5-е место (+3=6-2)                    |
| 1994 | Звание присвоено           | Звание присвоено        | Звание присвоено                      |
| 1995 | Бамако, Мали               | Турнир                  | Победа (+6=7-0)                       |
| 1996 | Вюгт, Нидерланды           | Матч с К. ван Лит       | Победа (+2-1)                         |
| 1997 | Миньск-Мазовецки, Польша   | Турнир                  | Победа (+7=6-0)                       |
| 1999 | Якутск, Россия             | Турнир                  | Победа (+4=5-0)                       |
| 2000 | Зютфен, Нидерланды         | Матч с Н. Янковской     | Победа (+3)                           |
| 2001 | Велп, Нидерланды           | Турнир                  | 11-е место (+2=6-1)                   |
| 2002 | Рига, Латвия / Уфа, Россия | Матч с Т. Тансыккужиной | Поражение (+1-2 в трёх сериях партий) |
| 2003 | Заутеланде, Нидерланды     | Турнир                  | 2-е место (+6=6-1)                    |
| 2005 | Латронико, Италия          | Турнир                  | 7-е место (+3=5-3)                    |
| 2007 | Якутск                     | Турнир                  | 5-е место (+6=6-3)                    |
| 2010 | Уфа                        | Турнир                  | Победа (+3=7-0)                       |
| 2011 | Днепродзержинск, Украина   | Матч с Д. Ткаченко      | Поражение (+1-2 в трёх сериях партий) |
| 2011 | Ровно, Украина             | Турнир                  | 5-е место (+3=10-0)                   |
| 2013 | Улан-Батор, Монголия       | Турнир                  | Победа (+8=6-1)                       |
| 2015 | Зеренда, Казахстан         | Матч с Т. Тансыккужиной | Победа (+2=4-0)                       |
| 2015 | Ухань, Китай               | Турнир                  | Победа (+6=8-1)                       |
| 2017 | Таллинн, Эстония           | Турнир                  | Победа (+6=9-0)                       |
| 2018 | Рига, Латвия               | Матч с Н. Садовской     | Поражение                             |